# Pelexia ochyrae
Pelexia ochyrae är en orkidéart som beskrevs av Dariusz Lucjan Szlachetko. Pelexia ochyrae ingår i släktet Pelexia och familjen orkidéer.
Artens utbredningsområde är Panamá. Inga underarter finns listade i Catalogue of Life.